# Jairo
Jairo Samperio Bustara (Cabezón de la Sal, 11 juli 1993) – alias Jairo – is een Spaans voetballer die doorgaans speelt als vleugelspeler. In januari 2018 verruilde hij Mainz 05 voor Las Palmas.

## Clubcarrière
Jairo stroomde in 2011 door vanuit de jeugdopleiding van Racing Santander, toen toenmalig trainer Héctor Cúper hem bij het eerste elftal haalde. Op 27 augustus 2011 debuteerde hij in de hoofdmacht van de club, tegen Valencia CF. Jaïro begon op 21 september 2011 op achttienjarige leeftijd voor het eerst in de basiself van Santander. Daarmee speelde hij die dag met 0-0 gelijk thuis tegen Real Madrid. Op 25 oktober 2011 scoorde hij zijn eerste doelpunt op het hoogste niveau, uit bij Sevilla FC. Jaïro speelde dat seizoen 1248 minuten verdeeld over veertien wedstrijden. Racing Santander degradeerde in 2012 naar de Segunda División. In het seizoen 2012-2013 scoorde Jairo vervolgens tien doelpunten in 38 competitiewedstrijden in de Segunda División. Racing Santander eindigde op een 20e plaats, waardoor het voor het tweede jaar op rij degradeerde. Op 21 juni 2013 verliet Jaïro de club en tekende hij een vijfjarig contract bij Sevilla, dat circa tweeënhalf miljoen euro voor hem betaalde. Na een jaar verkaste hij naar Mainz 05. Na drieënhalf seizoen keerde hij terug naar Spanje, waar hij voor een halfjaar tekende bij Las Palmas.

## Clubstatistieken
| Seizoen | Club             | Competitie       | Competitie | Competitie | Beker | Beker | Internationaal | Internationaal | Totaal | Totaal |
| Seizoen | Club             | Competitie       | Wed.       | Dlp.       | Wed.  | Dlp.  | Wed.           | Dlp.           | Wed.   | Dlp.   |
| ------- | ---------------- | ---------------- | ---------- | ---------- | ----- | ----- | -------------- | -------------- | ------ | ------ |
| 2011/12 | Racing Santander | Primera División | 25         | 2          | 2     | 0     | —              | —              | 27     | 2      |
| 2012/13 | Racing Santander | Segunda División | 38         | 10         | 2     | 0     | —              | —              | 40     | 10     |
| 2013/14 | Sevilla          | Primera División | 25         | 4          | 2     | 1     | 9              | 1              | 36     | 6      |
| 2014/15 | Mainz 05         | Bundesliga       | 22         | 2          | 0     | 0     | —              | —              | 22     | 2      |
| 2015/16 | Mainz 05         | Bundesliga       | 31         | 7          | 2     | 1     | —              | —              | 33     | 8      |
| 2016/17 | Mainz 05         | Bundesliga       | 17         | 2          | 1     | 0     | 4              | 0              | 22     | 2      |
| 2017/18 | Mainz 05         | Bundesliga       | 2          | 0          | 0     | 0     | —              | —              | 2      | 0      |
| 2017/18 | Las Palmas       | Primera División | 5          | 0          | 1     | 0     | —              | —              | 6      | 0      |
| Totaal  | Totaal           | Totaal           | 165        | 27         | 10    | 2     | 13             | 1              | 188    | 30     |

Bijgewerkt op 9 maart 2018

## Erelijst
| UEFA Europa League | 1 | 2013/14 |